# Mallinella calilungae
Mallinella calilungae är en spindelart som först beskrevs av Alberto Barrion och James A. Litsinger 1992.  Mallinella calilungae ingår i släktet Mallinella och familjen Zodariidae.
Artens utbredningsområde är Filippinerna. Inga underarter finns listade i Catalogue of Life.